# Nippon Telegraph and Telephone
Nippon Telegraph and Telephone Corporation, japanska: >日本電信電話株式会社, hepburn: Nippon Denshin Denwa Kabushiki-gaisha, är ett japanskt multinationellt telekommunikationsföretag som har fler än 215 miljoner kunder i 88 länder och regioner världen över, de har också närvaro via nätverkstäckning i ytterligare 108 länder och regioner. De rankades 2015 som världens 58:e och Japans tredje största publika bolag.
NTT bildades den 1 augusti 1952 som Nippon Telegraph and Telephone Public Corporation av Shigerus regering som ett monopolföretag. Nästan 30 år senare kom Yasuhiro Nakasone till makten som premiärminister och var för privatisering av statliga företag och den 1 april 1985 valde Nakasones regering att just göra det och företaget blev Nippon Telegraph and Telephone Corporation. Sedan 1987 handlas företaget via olika börser men den japanska staten äger dock fortfarande en tredje del av aktieinnehavet.
För 2015 hade de en omsättning på nästan ¥11,1 biljoner och en personalstyrka på 241 593 anställda. Huvudkontoret ligger i Chiyoda-ku i Tokyo.